# Александер, Харольд

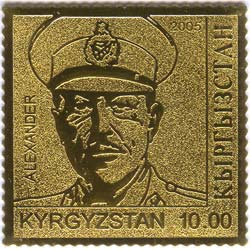
Почтовая марка Киргизии, 2005 год

Ха́рольд Ру́перт Леофрик Джордж Алекса́ндер, 1-й граф Александер Тунисский (англ. Harold Rupert Leofric George Alexander, 1st Earl Alexander of Tunis; 10 декабря 1891, Лондон — 16 июня 1969, Слау) — британский военачальник Второй мировой войны. Фельдмаршал (1944).

## Начало службы
Потомственный военный. Третий сын Джеймса Александера, 4-го графа Каледон (англ. James Alexander, 4th Earl of Caledon), богатого и знатного протестанта из Ирландии. Окончил школу Харроу и Королевское военное училище (в Сандхёрсте). По выпуску оттуда с 1911 года служил в Ирландской гвардии, командовал взводом.

## Первая мировая война
Всю Первую мировую войну провел в составе Британских экспедиционных сил на Западном фронте во Франции. Командовал взводом, с 1915 года был командиром батальона. В марте 1918 года в звании майора командовал 4-й гвардейской пехотной бригадой, при этом по существующим в британской армии правилам ему было присвоено временное воинское звание бригадира, соответствующее занимаемой должности. Только в октябре 1918 года, за месяц до окончания войны, Александер был отозван с фронта и назначен начальником полевой военной школы в 10-м армейском корпусе. За войну был дважды ранен. Отличался личной храбростью и, по многочисленным мемуарным свидетельствам, пользовался уважением и любовью подчинённых.

## Между мировыми войнами
В 1919 году был направлен в Латвию, выполнял обязанности помощника руководителя британской миссии. Там он сначала организовывал борьбу ориентировавшихся на Англию латвийских формирований против вооруженных формирований прогермански настроенных слоев общества, а также очищал Прибалтийский ландесвер от прогерманских офицеров. После утверждения в Латвии власти правительства Карлиса Улманиса содействовал последнему в борьбе против Красной Армии.
С 1920 года служил в британских войсках в Турции и в Гибралтаре. С 1922 года вновь командовал батальоном. После войны окончил штабной колледж в Кэмберли (1927) и Имперский колледж обороны (1930). С 1929 года командовал Ирландским гвардейским полком. С 1931 года — штабной офицер в пехотной бригаде Индийской Армии на Северо-Западной Границе (граница Британской Индии с Афганистаном). С октября 1934 года командовал этой бригадой во время подавления восстания в Пешаваре.
В 1937 году в качестве адъютанта короля участвовал в коронации Георга VI, что положительно сказалось на его дальнейшей карьере. С февраля 1938 года командовал 1-й пехотной дивизией в метрополии.

## Вторая мировая война
В сентябре 1939 года во главе дивизии переброшен в Францию и участвовал с ней во Французской кампании 1940 года. При эвакуации союзных войск из Дюнкерка его дивизия прикрывала эвакуацию войск, и после эвакуации командира корпуса Александер исполнял его обязанности на плацдарме. 31 мая 1940 года принял командование над всеми британскими экспедиционными силами во Франции, расположенными в районе Дюнкерка, и руководил их эвакуацией в метрополию. С июня 1940 года — командовал войсками Южного командования на юге Англии в звании генерал-лейтенанта.
С февраля 1942 года — главнокомандующий войсками в Бирме. Будучи назначенным в условиях начавшегося наступления японских войск и полной неготовности британских сил к боевым действиям, не смог удержать Бирму. С июня 1942 года командовал 7-й британской армией, с августа 1942 года — Главнокомандующий британскими войсками на Среднем Востоке. В октябре-ноябре 1942 года нанёс сокрушительное поражение германо-итальянским войскам в сражении при Эль-Аламейне. После высадки англо-американского десанта в Алжире и при продвижении их войск в Тунис назначен заместителем командующего союзными войсками генерала Эйзенхауэра по сухопутным операциям. С февраля 1943 года командовал 18-й группой армий в Тунисе, одержал победу в ходе Тунисской кампании.
С июля 1943 года — командующий 15-й группой армий союзников, проводил Сицилийскую операцию и Итальянскую кампанию. 1 сентября 1944 года произведён в фельдмаршалы, в декабре 1944 года назначен Верховным Главнокомандующим союзными войсками на Средиземном море, руководил подавлением народного восстания в Греции. 2 мая 1945 года принял капитуляцию германских войск в Италии.

## После войны
По окончании войны за победу над Роммелем в Тунисе в 1946 году получил титул виконта, в 1952 — графа Тунисского (1st Earl Alexander of Tunis). В 1946 году решался вопрос о назначении Александера на пост начальника Имперского Генерального штаба, но затем было решено назначить его генерал-губернатором Канады. В связи с этим назначением ему пришлось покинуть военную службу. На этом посту он находился до 1952 года. Вскоре после назначения Уинстона Черчилля премьер-министром Великобритании он предложил Александеру пост министра обороны, который последний занимал в 1952—1954 годах.
Затем вел частную жизнь, имел огромный авторитет в Англии. Занимал большое количество почетных должностей и званий, например был констеблем Лондонского Тауэра в 1965—1966 годах, лордом-лейтенантом Большого Лондона, почетным шефом ряда полков, президентом многих общественных организаций и университетов.

## Воинские звания
- 1911 — лейтенант
- 1915 — капитан
- 1917 — майор
- 1928 — полковник
- 1937 — генерал-майор
- 1940 — генерал-лейтенант
- 1942 — генерал
- 1944 — фельдмаршал

## Награды

### Британские награды
- Компаньон Ордена Заслуг (1 января 1959)
- Рыцарь Ордена Подвязки (3 декабря 1946)
- Рыцарь Большого Креста Ордена Святого Михаила и Святого Георгия (20 января 1946)
- Великий командор Ордена Святого Иоанна Иерусалимского (1 января 1946)
- Рыцарь Большого Креста Ордена Бани (11 ноября 1942)
- Рыцарь-командор Ордена Бани (1 января 1942)
- Компаньон Ордена Бани (1938)
- Компаньон Ордена Звезды Индии (7 февраля 1936)
- Офицер Ордена Британской империи (1919)
- Компаньон Ордена «За выдающиеся заслуги» (20 октября 1916)
- Кавалер Военного креста (14 января 1916)

### Иностранные награды
- Армейская медаль (Канада, 7 июня 1951)
- Кавалер Большого креста ордена Почётного Легиона (Франция, 4 марта 1946)
- Крест «За выдающиеся заслуги» (США), 2 августа 1945)
- Серебряный крест ордена «За воинскую доблесть» (Польша, 5 декабря 1944)
- Кавалер Большого креста Королевского ордена Георга I (Греция, 20 июня 1944)
- Орден Суворова I степени (СССР, 19 февраля 1944, за «выдающуюся военную деятельность и отличное руководство боевыми операциями в борьбе с общим врагом СССР и Великобритании — гитлеровской Германией»)[2]
- Орден «Легион почёта» степени главнокомандующего (США, 10 августа 1943)
- Кавалер ордена Почётного Легиона (Франция, 20 октября 1916)
- Орден Святой Анны II степени (Россия)